# Cteipolia isotima
Cteipolia isotima är en fjärilsart som beskrevs av Rudolf Püngeler 1914. Cteipolia isotima ingår i släktet Cteipolia och familjen nattflyn. Inga underarter finns listade i Catalogue of Life.